# Минский сельский округ
Ми́нский се́льский окру́г (каз. Минск ауылдық округі) — упразднённая административная единица, входившая в состав Аккольского района Акмолинской области Казахстана.  
Административный центр — село Минское. 

## История
В 1989 году существовал как — Минский сельсовет (сёла Минское, Ажибай, Кобей, Минское ХПП и станция Селеты) в составе Селетинского района. 
В периоде 1991—1998 годов: 
- Минский сельсовет был преобразован в сельский округ в соответствии с реформами административно-территориального устройства Республики Казахстан;
- в состав Минского сельского округа — был включён Степногорский сельсовет (село Степногорское);
- сёла Ажибай, Кобей были упразднены и исключены из учётных данных в связи с выездом жителей;
- населённые пункты: Минское ХПП и станция Селеты были переименованы и преобразованы в сёла Хлебоприёмное и Селета;
- после упразднения в 1997 году Указом Президента Республики Казахстан от 28 февраля 1997 года № 3370 Селетинского района[1] — сельский округ был передан в административное подчинение Алексеевскому району (позже переименованное в — Аккольский район Указом Президента Республики Казахстан от 14 ноября 1997 года № 3759 «О переименовании отдельных административно-территориальных единиц Акмолинской области и изменении их транскрипции»).

Постановлением акимата Акмолинской области от 10 декабря 2009 года № а-13-532 и решением Акмолинского областного маслихата от 10 декабря 2009 года № 4С-19-5 «Об упразднении и преобразовании некоторых населенных пунктов и сельских округов Акмолинской области по Аккольскому, Аршалынскому, Астраханскому, Атбасарскому, Енбекшильдерскому, Зерендинскому, Есильскому, Целиноградскому, Шортандинскому районам» (зарегистрированное Департаментом юстиции Акмолинской области 20 января 2010 года № 3344): 
- село Хлебоприёмное было переведено в категорию иных поселений и исключено из учётных данных;
- село Селета было переведено в категорию иных поселений и исключено из учётных данных — поселение села вошло в состав села Минское (административного центра сельского округа);
- село Степногорское было передано в административное подчинение Богенбайскому сельскому округу;
- село Минское было передано в административное подчинение Искровскому сельскому округу (с 20 января 2010 года — Карасайский сельский округ согласно постановлению акимата Акмолинской области от 10 декабря 2009 года № а-13/533 и решению Акмолинского областного маслихата от 10 декабря 2009 года № 4С-19-6 «О переименовании некоторых населенных пунктов и сельских округов Акмолинской области по Аккольскому и Целиноградскому районам»).
- Минский сельский округ был упразднён и исключён из учётных данных как отдельное административно-территориальное образование соответствующего уровня.

Постановлением акимата Акмолинской области от 14 декабря 2018 года № А-12/547 и решением Акмолинского областного маслихата от 14 декабря 2018 года № 6С-27-17 «О переименовании населенных пунктов Аккольского района Акмолинской области» (зарегистрированное Департаментом юстиции Акмолинской области 29 декабря 2018 года № 7007):
- село Минское было переименовано в село Сазды булак.

Постановлением акимата Акмолинской области от 25 октября 2019 года № А-11/509 и решением Акмолинского областного маслихата от 25 октября 2019 года № 6С-38-11 «О переименовании села Степногорское Богенбайского сельского округа города Степногорска Акмолинского области» (зарегистрированное Департаментом юстиции Акмолинской области 30 октября 2019 года № 7449): 
- село Степногорское было переименовано в село Байконыс.

## Население
| Численность населения | Численность населения | Численность населения |
| 1989                  | 1999                  | 2009                  |
| --------------------- | --------------------- | --------------------- |
| 1531                  | ↗2073                 | ↘972                  |

## Состав
| № | Населённый пункт | Тип населённого пункта       | Население, 1989 | Население, 1999 | Население, 2009 |
| - | ---------------- | ---------------------------- | --------------- | --------------- | --------------- |
| 1 | Ажибай           | село, упразднено             | 57              | -               | -               |
| 2 | Байконыс         | село                         | 1 627           | 990             | 476             |
| 3 | Комей            | село, упразднено             | 19              | -               | -               |
| 4 | Сазды булак      | село, административный центр | 1 351           | 1 083           | 472             |
| 5 | Селета           | село, упразднено             | 60              | -               | 24              |
| 6 | Хлебоприёмное    | село, упразднено             | 44              | 29              | -               |